# Clément Oubrerie
Clément Oubrerie (Parigi, 23 dicembre 1966) è un disegnatore francese.
Le sue opere più importanti sono le serie a fumetti Aya di Yopougon e Pablo.

## Biografia
Clément Oubrerie ha seguito studi di arti grafiche all'École supérieure d'arts graphiques (ESAG) Penninghen, in seguito ha passato due anni negli Stati Uniti dove ha pubblicato le sue prime opere. Tornato in Francia, ha fondato il WaG, una agenzia di stampa specializzata nell'infografica e nel frattempo continuava il suo lavoro di illustratore per l'editoria e la pubblicità.
Tra il 1997 e il 2006 ha pubblicato numerosi libri per bambini
Nel 2005 ha pubblicato il suo primo fumetto: il primo volume della serie Aya di Yopougon (Gallimard), da una sceneggiatura di Marguerite Abouet, e ottenuto il premio per la miglior prima opera al Festival international de la bande dessinée d'Angoulême nel 2006. La serie riscontrò un grande successo e fu tradotta in più di venti lingue. Proseguì questo percorso con un adattamento a fumetti di Zazie nel metró di Raymond Queneau, e con la serie Pablo (4 volumi), con Julie Birmant, che racconta il debutto di Pablo Picasso a Parigi. Appaiono anche Jeangot, con Joann Sfar, Mâle Occidental Contemporain con François Bégaudeau, e infine l'adattamento del romanzo di Philip Pullman La bussola d'oro con Stéphane Melchior-Durand.
Ha creato, con Joann Sfar et Antoine Delesvaux, uno studio d'animazione, Autochenille Production.
Le Chat du rabbin (2010, Premio César al miglior film d'animazione) e Aya di Yopougon (2013), che ha co-realizzato con Marguerite Abouet, sono i due primi lungometraggi dello studio.
Ha anche firmato, con Éric e Ramzy, la serie Moot-moot per Canal+.

## Opere

### Libri per bambini
1992
- The Kooken, con Richard Ploetz e Julia Leibentritt, Henry Holt

1993
- It's hard to read a map with a beagle on your lap, con Marilyn Singer, Henry Holt

1994
- La vérité sur les fessées, con Martine Dorra, Mango
- Cerise part en voyage, con Olivier de Vleeschouwer, Hachette Jeunesse

1995
- Et pourquoi pas ? (59 questions pour tester votre tante Mèmène), con Marianne Boilève, Hachette Jeunesse
- Please don't squeeze your boa, Noah!, con Marilyn Singer, Henry Holt
- La princesse qui voulait dormir cent ans, con Pierre Coré, Hachette Jeunesse

1996
- Les petits du loup, le mari de la chèvre et les calendriers, Pierre Coré, Hachette Jeunesse
- La machine à rien, con Marianne Boilève, Hachette Jeunesse

1997
- Le petit chaperon bouge, con Jean-Loup Craipeau, Le Masque
- Le vilain petit canard qui sentait Pouah! du bec, con Pierre Coré, Hachette Jeunesse

1998
- Naztar de la Jungle, con Lola Laszlo, Le Masque
- The good little girl, con Lawrence David, Bantam Doubleday Dell

1999
- D'où je viens ?, con Gudule, Nathan
- Super, c'est mon anniversaire, Nathan
- L'école, (collectif), La Martinière Jeunesse

2000
- Mister Mizter, con Arnaud Alméras, Nathan
- Du rififi chez les poules, Christine Beigel, Mango

2001
- Poulpe à tout faire, con Marianne Boilève, Le Seuil
- Les animaux de la savane, Nathan
- Poulette crevette, con Françoise Guillaumond, Mango
- Ma langue au tigre, poèmes, Gérard Bialetowski, Albin Michel
- Le monde de Nounouille, con Marie Nimier, Albin Michel
- Attention chien méchant !, Christine Beigel, Mango
- Je ne veux plus être un enfant, Patricia Berreby, Casterman
- Je veux changer la vie, Patricia Berreby, Casterman
- Je veux être président, con Patricia Berreby, Casterman

2002
- Chat ira mieux demain, Christine Beigel, Mango
- La vie rêvée de Désiré, album jeunesse, con Arnaud Alméras, Lito
- Je veux être un cro-magnon, roman jeunesse de Patricia Berreby, Casterman
- Kiki sort du nid, Nathan
- Le Grand Livre Des Voyages En Voiture, Le Seuil (collectif)

2003
- Les 1000 mots de l'info, Élisabeth Combres et Florence Thinard, Gallimard jeunesse
- La ballade de Cornebique, roman jeunesse, Jean-Claude Mourlevat, Gallimard
- Mon album de cartes postales, album jeunesse, con Titus, Gautier-Languereau
- Rikkikki-Riquiqui qui a peur de tout, album jeunesse, con Pierre Coré, Albin Michel
- Je veux de l'amour !, roman jeunesse de Patricia Berreby, Casterman
- 1,2,3 moutons, roman jeunesse de Christine Beigel, Magnard
- Mes chères vacances, Christine Beigel, Mango
- 2 livres-masques, albums jeunesse, Bayard
- Les fables de la Fontaine, album jeunesse, Lito (collectif)
- Recueil de chansons, album jeunesse, Larousse (collectif)

2004
- Le monde sur un plateau, con Madeleine Deny, Nathan
- Comment dresser votre dragon de Cressida Cowell, J'ai lu
- Je veux aller sur Mars, Patricia Berreby, Casterman

2005
- Les dix et une nuits, con Marianne Boilève, Le Seuil Jeunesse.
- Dis tante Mémène..., réédition, con Marianne Boilève, Hachette Jeunesse

### Fumetti
- Aya de Yopougon, con Marguerite Abouet, Gallimard

1. 2005
2. 2006
3. 2007
4. 2008
5. 2009
6. 2010

- Pablo, sceneggiatura di Julie Birmant, Dargaud

1. Max Jacob
2. Guillaume Apollinaire, 2012
3. Matisse, 2013
4. Picasso, 2014

- Zazie dans le métro, dal romanzo di Raymond Queneau, Gallimard, 2008
- M.O.C., François Bégaudeau, Delcourt
- Jeangot - Tome 1, Renard Manouche, con Joann Sfar, Gallimard, novembre 2012
- Les Royaumes du Nord, volume 1 (adattato dal romanzo di Philip Pullman), con Stéphane Melchior, Gallimard, 2014
- La musique, c'est pour les oreilles, con Joann Sfar, Gallimard

## Filmografie
- Domino, TF1
- 2003 : La course à ski, TF1
- 2005 : Moot-moots, serie di 15 episodi di 13 minuti, con Éric et Ramzy
- 2006 : Les zozors, Mini-serie, TFou
- Raoul Superstar, pilota di lungometraggio (2min30), autrice Anna Gavalda
- 2012 : Aya de Yopougon, lungometraggio d'animazione

## Premi e riconoscimenti
Les Royaumes du Nord, T.1
- Fauve d'Angoulême 2015 - Prix jeunesse

Moot Moot
- Cristal de la série Annecy 2008

Aya de Yopougon
- Meilleur premier album Angoulême 2006
- Prix Tour d'Ivoire 2007
- Prix de la Guadeloupe 2007
- Prix BD du Point 2007
- Prix du Margouillat 2007
- Prix ADP 2008
- Sélection officielle Eisner Awards 2008
- 2008 Children's Africana Book Award : Best Book
- 2008 Glyph Comic Awards : Rising star et Best reprint publication
- Film nommé aux Césars 2014
- Pépite de l'adaptation cinématographique, Montreuil 2013

Pablo
- Grand prix RTL de la BD 2012
- Sélection officielle Angoulême 2013
- Dbd awards 2013 : miglior disegno
- Étoile du Parisien 2013

Jeangot
- Dbd awards 2013 : miglior disegno

Les 1000 mots de l'info
- Prix du livre de presse jeunesse Montreuil 2003